# 萬巒庄
萬巒庄為臺灣日治時期1920年至1945年間存在之行政區，轄屬高雄州潮州郡。今屏東縣萬巒鄉。清朝舊稱戀戀庄、蠻蠻庄、萬蠻庄。

## 行政區劃

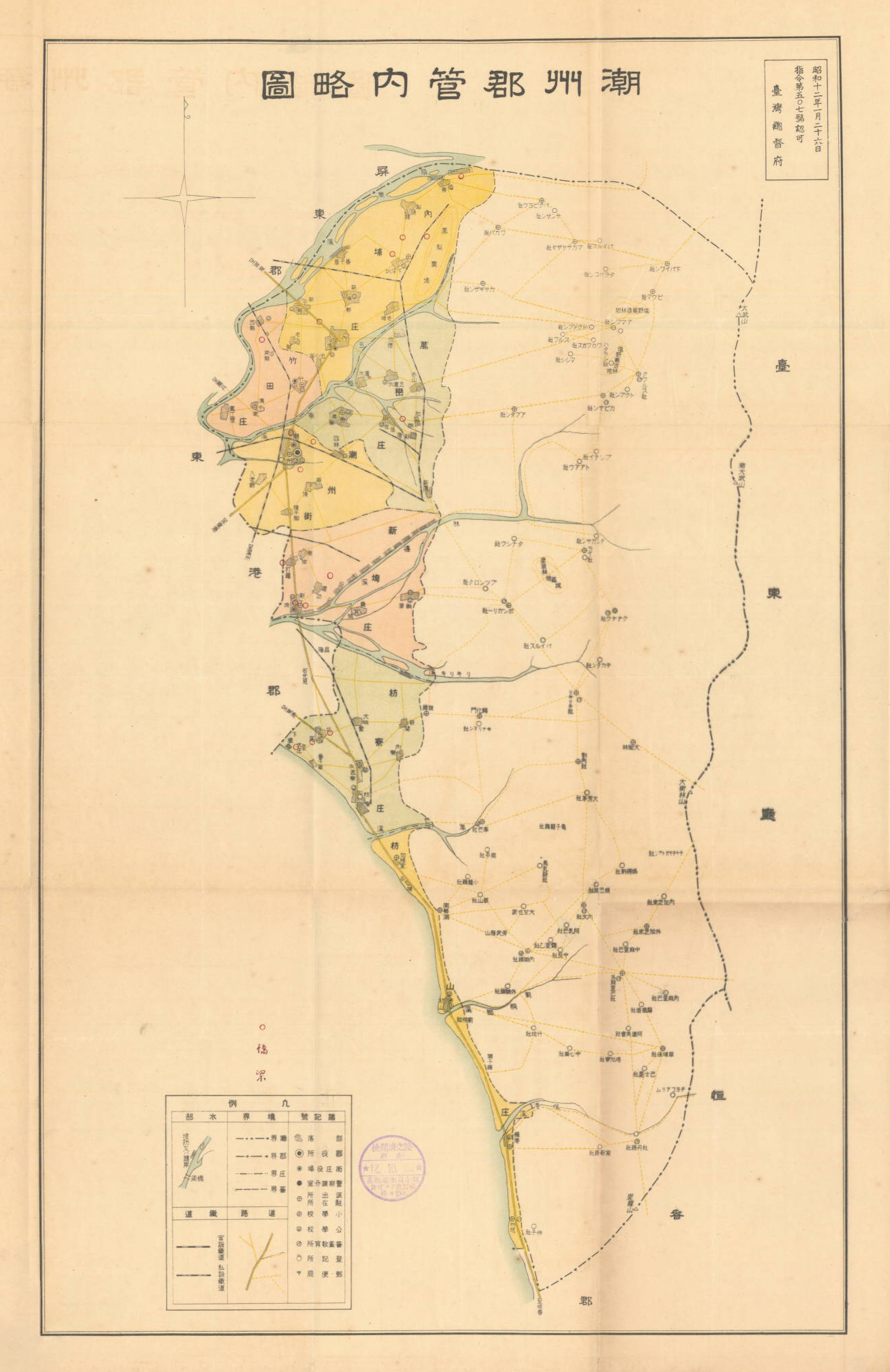
潮州郡管內圖

萬巒地區在清代屬港東上里，在1897年5月隸屬於「鳳山縣內埔辨務署」。1898年6月18日，鳳山縣併入「臺南縣」，而內埔及萬丹辨務署合併為「潮州庄辨務署」。1900年4月1日，潮州庄辨務署改為「東港辨務署潮州庄支署」。1900年11月15日，萬巒地區分為「萬巒區、佳佐區」。1901年11月11日，臺灣的行政區劃改為二十廳，臺南縣被裁撤，阿猴、東港辨務署合併為阿猴廳，萬巒地區隸屬於「阿猴廳潮州庄支廳」。1904年4月13日，阿猴廳將原有街庄整併；同月15日，潮州庄支廳改稱「潮州支廳」。1905年3月，阿猴廳改稱「阿緱廳」。1907年10月12日，「四林庄」從萬巒區改隸潮州區，「五溝水庄」從佳佐區改隸萬巒區。萬巒地區在1910年的劃分如下：
- 萬巒區
  - 港東上里：萬巒庄、四溝水庄、五溝水庄
- 佳佐區
  - 港東上里：佳佐庄、赤山庄、新厝庄

1920年10月1日，原堡里鄉澚之行政區廢除，街庄社改為大字，而萬巒區、佳佐區區合併為高雄州潮州郡萬巒庄，轄域內分為萬巒、四溝水、五溝水、佳佐、赤山、新厝等6個大字。
二戰後，萬巒庄改為「高雄縣潮州區萬巒鄉」。1950年10月1日，改為「屏東縣萬巒鄉」。
| 1900年   | 1900年 | 1900年                                                             | 1920年 | 1920年 | 現在   |
| 堡里     | 區     | 街庄社                                                             | 街庄   | 大字   | 鄉鎮   |
| -------- | ------ | ------------------------------------------------------------------ | ------ | ------ | ------ |
| 港東上里 | 萬巒區 | 萬巒庄、頭溝水庄、鹿藔庄、高岡庄                                   | 萬巒庄 | 萬巒   | 萬巒鄉 |
| 港東上里 | 萬巒區 | 四溝水庄、三溝水庄、硫塘崎庄                                       | 萬巒庄 | 四溝水 | 萬巒鄉 |
| 港東上里 | 佳佐區 | 五溝水庄、成德庄、得勝庄、山藔庄、藔下庄、鼎興庄、牛角灣庄、大林庄 | 萬巒庄 | 五溝水 | 萬巒鄉 |
| 港東上里 | 佳佐區 | 佳佐庄、見月庄、田頭新庄                                           | 萬巒庄 | 佳佐   | 萬巒鄉 |
| 港東上里 | 佳佐區 | 赤山庄、萬金庄                                                     | 萬巒庄 | 赤山   | 萬巒鄉 |
| 港東上里 | 佳佐區 | 新置庄、荖藤林庄、新厝庄、加匏郎庄                                 | 萬巒庄 | 新厝   | 萬巒鄉 |

## 區、庄長
- 萬巒區長
  - 林連興：1911~1913年
  - 林添壽：1914~1920年
- 佳佐區長
  - 陳能角：1911~1916年
  - 陳超：1917年
  - 李心正：1918年
  - 陳安候：1919~1920年
- 萬巒庄長
  - 林添壽：1920~1924年
  - 劉安紅：1925~1936年
  - 朝倉良妥：1937~1938年（後任潮州街長）
  - 佐藤善作：1939~1941年（後任內埔庄長）
  - 野田由太郎：1942~1945年[8]

## 人口
| 大字別 | 內地人 | 本島人 | 外國人 | 合計   |
| ------ | ------ | ------ | ------ | ------ |
| 萬巒   | 38     | 4,049  | 66     | 4,153  |
| 四溝水 | 0      | 1,957  | 8      | 1,965  |
| 五溝水 | 7      | 1,986  | 7      | 2,000  |
| 佳佐   | 9      | 2,262  | 13     | 2,284  |
| 赤山   | 41     | 1,659  | 2      | 1,702  |
| 新厝   | 10     | 2,461  | 1      | 2,472  |
| 合計   | 105    | 14,374 | 97     | 14,576 |

其中本島人廣東系8,080人，福建系3,944人，熟蕃2,326人，生蕃24人。

## 設施
- 萬巒庄役場
- 萬丹農業專修學校（今萬巒國中）
- 萬巒公學校→萬巒國民學校（今萬巒國小）
- 五溝水公學校→五溝水國民學校（今五溝國小）
- 佳佐公學校→佳佐國民學校（今佳佐國小）
- 萬巒小賣市場
- 萬巒、佳佐信用販賣購買利用組合（今萬巒地區農會）

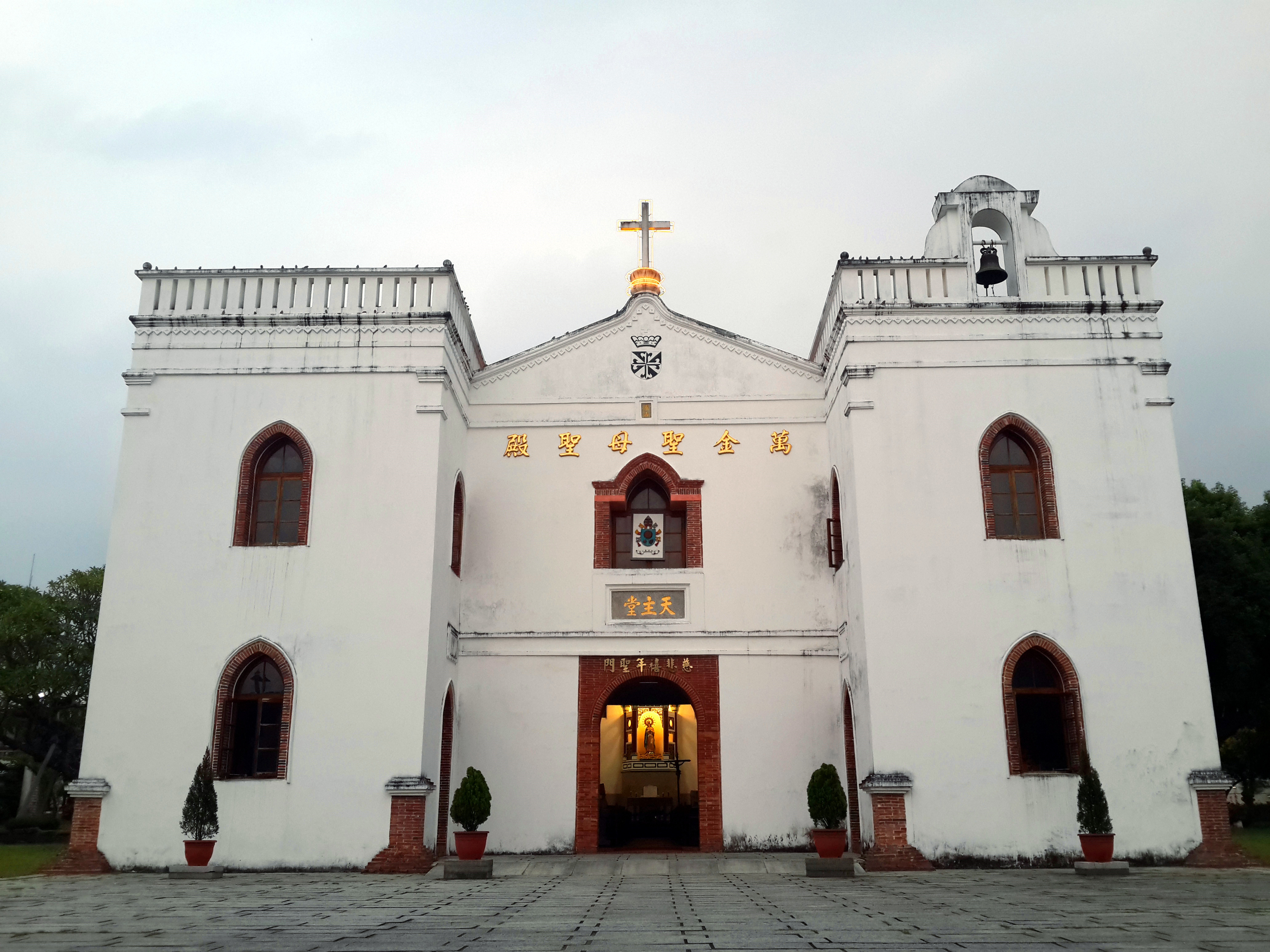
萬金聖母聖殿

- 名勝舊跡
  - 映泉寺
  - 萬金天主堂萬金聖母聖殿